# Miramar (Santa Cruz de Tenerife)
Miramar es un barrio de la ciudad de Santa Cruz de Tenerife (Tenerife, Canarias, España), que se encuadra administrativamente dentro del distrito de Ofra-Costa Sur. Se encuentra dentro del perímetro delimitado por la Carretera del Rosario (TF-194). 
El barrio fue proyectado como un conjunto de viviendas sociales, entregadas en 1972, y que comenzaron a pasar a viviendas en propiedad a partir del año 1989. Entre 1990 y 1992, durante el tránsito de vivienda social a vivienda en propiedad, el barrio cambió su estética de franjas horizontales en colores tierra (enfoscado y con gravilla) a unos polémicos tonos grises en los que a la parte central de cada bloque de viviendas se le dio un color distinto. Durante aquella época se apodó al barrio como "el parchís" o "los lego". 
El barrio se compone de treinta y dos bloques de viviendas de cuatro; nueve y trece alturas y un total de veinticuatro locales comerciales; uno con fin ambulatorio y otro con fines eclesiásticos (Parroquia San Juan de la Cruz), sitos ambos en la calle Ernesto Anastasio. Además contaba con una guardería con zonas de recreo y del CEP (Colegio de Educación Primaria) Tena Artigas cuyo cierre fue efectuado durante el curso 2010-2011.
Desde la segunda mitad de la década de 1990, tras la revisión del PGO (Plan General de Ordenación Urbana) de Santa Cruz de Tenerife, en la que suelo agrícola pasó a ser zona verde y urbano, el barrio dijo adiós la vieja casa roja de la finca de la calle Gandhi - calle Francisco García Talavera, que contaba con cuadras en estado de abandono, un viejo goro circular de piedra basáltica y una charca con patos. También en 1994 dijo adiós la casa blanca de la curva de la carretera TF-194 y sus terrazas de cultivo sobre las que actualmente se asienta el parque público de Miramar.

## Demografía
| 2004  | 2005  | 2006  | 2007  | 2008  | 2009  | 2010  |
| ----- | ----- | ----- | ----- | ----- | ----- | ----- |
| 2.162 | 2.107 | 2.201 | 2.113 | 2.089 | 2.000 | 1.941 |

## Transportes
En guagua queda conectado mediante las siguientes líneas de Titsa: 
| Línea | Trayecto                                          | Recorrido | Frecuencia |
| ----- | ------------------------------------------------- | --------- | ---------- |
| 127   | Santa Cruz - Güímar (por Barranco Hondo)          | Recorrido | Varía      |
| 230   | Santa Cruz - La Laguna (por Las Chumberas)        | Recorrido | Varía      |
| 232   | Santa Cruz - La Gallega (por El Cardonal)         | Recorrido | Varía      |
| 234   | Santa Cruz - Santa María del Mar (circunvalación) | Recorrido | Varía      |
| 237   | Santa Cruz - Tincer - Los Andenes                 | Recorrido | Varía      |
| 238   | Santa Cruz - San Matías (por Chamberí)            | Recorrido | Varía      |
| 905   | Muelle Norte - Ofra (Las Retamas)                 | Recorrido | 8 minutos  |
| 908   | Intercambiador - Ofra (Las Retamas)               | Recorrido | Varía      |